# جزيرة تشيندونان
تقع جزيرة تشيندونان في خليج كورون، في Culion، مقاطعة بالاوان، الفلبين، وهي جزء من مجموعة جزر Calamianes. تحتوي الجزيرة على غابة استوائية بها ينابيع المياه العذبة الصالحة للشرب، مما يجعلها صالحة للسكن. محاطة بأكثر من 15 كيلومتر (9.3 ميل) من الشعاب المرجانية والعديد من حطام السفن من الحرب العالمية الثانية، فهي جاذبة للغواصين.

## الحيوانات
الجزيرة بها الببغاوات، الرفرافيات، العقبان والعديد من الطيور الأخرى. يوجد ورل الماء الآسيوي في غابات المنغروف (الأيكة الساحلية) الكثيفة التي تحيط بأجزاء من الجزيرة.